# Sulawesi du Sud-Est
Sulawesi du Sud-Est, en indonésien Sulawesi Tenggara, est une province d'Indonésie constituée par la péninsule sud-est de l'île de Sulawesi. Sa capitale est Kendari.

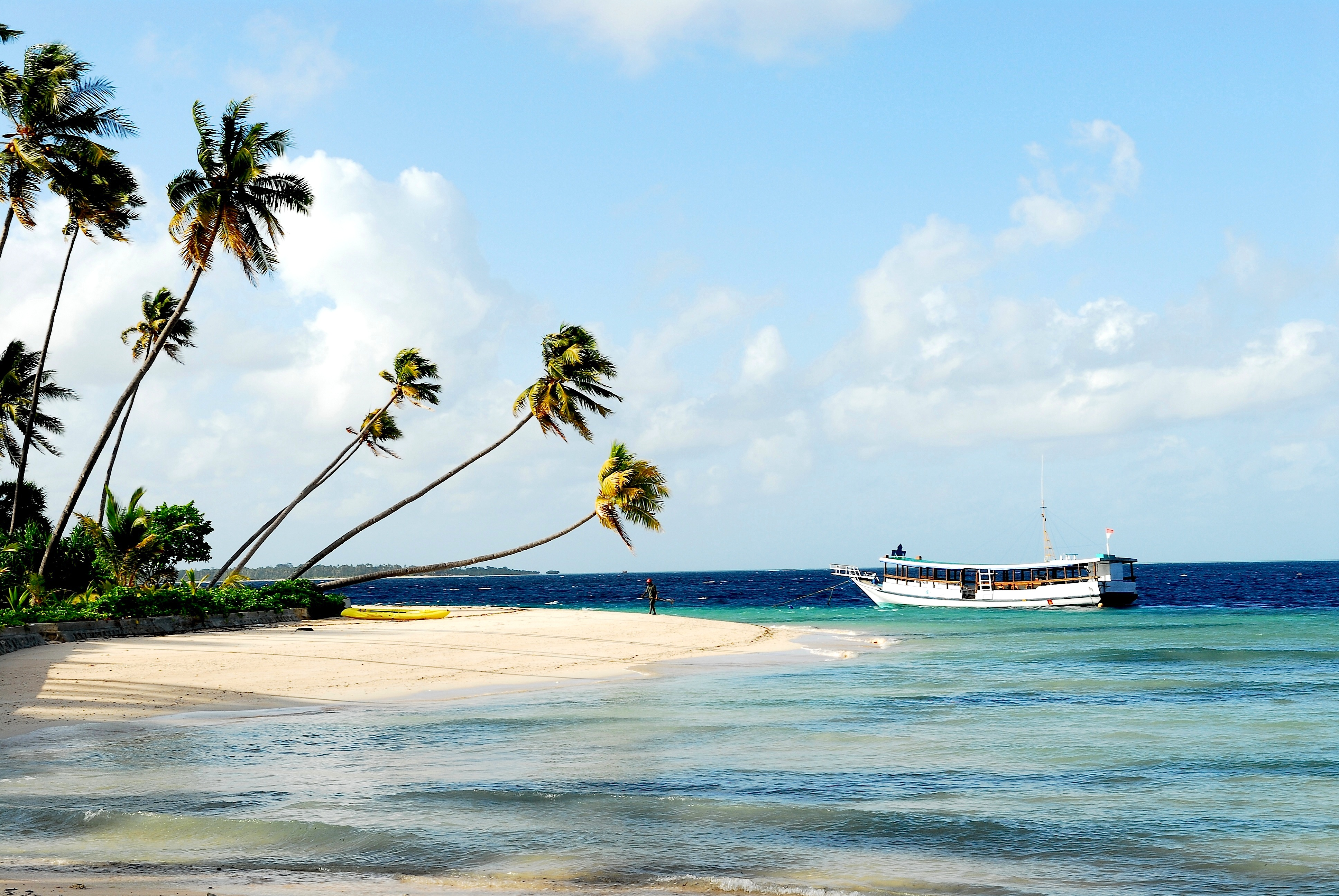
Plage de Wakatobi

## Géographie
La province est bordée :

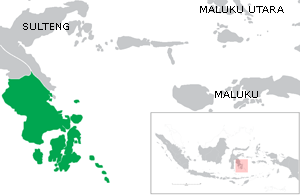
Carte de la province de Sulawesi du Sud-Est.

- Au nord, par celles de Sulawesi du Sud et Sulawesi central,
- À l'est, par la mer des Moluques,
- Au sud, par la mer de Flores et
- À l'ouest, par le golfe de Bone.

## Subdivisions administratives
La province est subdivisée en dix kabupaten :
- Bombana (Rumbia)
- Buton (Bau-Bau)
- Kolaka (Kolaka)
- Kolaka du Nord (Lasusua)
- Konawe (Unaaha)
- Konawe du Sud (Andolo)
- Muna (Raha)
- Îles Wakatobi (Wangi-Wangi)
- Buton du Nord (Burangga)
- Konawe du Nord (Wanggudu)

et deux kota :
- Bau-Bau
- Kendari

## Démographie

### Religion
|                | Quantité  | %      |
| -------------- | --------- | ------ |
| Islam          | 2 638 449 | 95,81% |
| Hindouisme     | 51 951    | 1,89%  |
| Protestantisme | 45 328    | 1,65%  |
| Catholicisme   | 16 633    | 0,60%  |
| Autres         | 1 346     | 0,05%  |

Note : les hindous de Sulawesi du Sud-Est sont presque tous des balinais issus de la transmigration.

## Histoire
Le nom de Buton, la principale île du sud-est de la province, est attesté dès le XIVe siècle apr. J.-C. Le Nagarakertagama, un poème épique écrit en 1365 dans le royaume javanais de Majapahit, mentionne "Butun" parmi les quelque cent "contrées tributaires" du royaume. En réalité, le territoire contrôlé par Majapahit ne s'étendait que sur une partie de l'est et du centre de Java. Les "contrées tributaires" étaient en fait des comptoirs formant un réseau commercial dont Majapahit était le centre. Majapahit y envoyait des dignitaires dont le rôle était de s'assurer que ces comptoirs ne s'adonnaient pas à un commerce privé qui échapperait au royaume.

## Référence
- (en) Cet article est partiellement ou en totalité issu de l’article de Wikipédia en anglais intitulé « Southeast Sulawesi » (voir la liste des auteurs).